# Бонифаций IV
Свети Бонифаций IV (на латински: Bonifatius PP. IV) е римски папа от 25 август 608 г. до 25 май 615 г.

## Живот
Бъдещият папа е роден във Валерия, централна Италия, син на Йоханес, „лекар, марсиканец от провинцията и града Валерия“. Бонифаций IV e осветен като папа през 608 година, на 25 август или 15 септември. Умира на 8 май или 25 май 615 година.
По времето на папа Григорий I той е дякон и диспенсатор (осъществяващ връзка с управлението на патримониума).
Получава разрешение от император Фока да превърне построения в края на I век пр.н.е. храм в чест на всички богове – Пантеона (Рим) в християнска църква „Св. Дева Мария и Св. Мъченици“. Така той става първият езически храм, който започва да се използва за християнски богослужения. Двадесет и осем коли, натоварени със свети мощи, извадени от катакомбите на храма, са поставени в порфирен басейн под олтара. 
Бонифаций IV превръща собствения си дом в манастир, където той се оттегля и умира. Първоначално е погребан в църквата Свети Петър. Останките му са премествани три пъти – през X или XI век, в края на XIII век по времето на Бонифаций VIII и отново в катедралата Свети Петър на 12 октомври 1603 година.
Бонифаций IV е обявен за светец. Празникът му е 25 май.